# Villafranca Piemonte
Villafranca Piemonte là một đô thị ở tỉnh Torino trong vùng Piedmont, có vị trí cách khoảng 35 km về phía tây nam của Torino, nước Ý. Tại thời điểm ngày 31 tháng 12 năm 2004, đô thị này có dân số 4.813 người và diện tích là 51 km².
Villafranca Piemonte giáp các đô thị: Vigone, Pancalieri, Cavour, Faule, Moretta, Barge, và Cardè.